# 乔治·图普五世
乔治·杜包五世（King George Tupou V，王室全名Siaosi Tāufaʻāhau Manumataongo Tukuʻaho Tupou V，1948年5月4日—2012年3月18日），湯加第五任國王，是陶法阿豪·图普四世和哈拉埃瓦卢·马塔阿霍王后的长子，即位前称杜包托阿王储。

## 生平
图普五世生於湯加首都努庫阿洛法，毕业于英国皇家军事学院和牛津大学。1969年任汤加国防军上校，1970年任首相府外事办公室主任，1975年任汤加驻英国宫廷全权公使，1979至1998年5月任外交和国防大臣。2006年9月10日其父图普四世在新西蘭奧克蘭逝世，9月11日他继位为国王，称乔治·图普五世。2012年3月18日因癌症于香港瑪麗醫院駕崩。
他终身未婚，也无孩子。由于他没有子嗣，其弟弟乌卢卡拉拉·拉法卡·阿塔将继承王位。图普五世生前积极倡议国家推行民主改革，于2006年9月继位成为国王，但首都努库阿洛法爆发连串骚乱，抗议国家政治改革步伐缓慢，有8人在骚乱中丧生，主要商业区遭严重破坏，他的加冕仪式被迫延至2008年举行。在图普五世登基后的两年裡，他实践其民主承诺，让国民能投票选出首个民选国会，改变了由国王任命贵族为国会议员的传统。不过，他由于继位前奢侈的穿戴以及在英国伦敦经营着一家出租车公司而招人非议。